# بلادل
بلادل Bladel  بلدية وبلدة بمقاطعة شمال برابنت، جنوبي هولندا.

## طوبوغرافيا
خريطة طوبوغرافية هولندية لبلدية بلادل، 2013، (تقرأ بعد ثلاث نقرات على الخريطة).

## أعلام
- روي بيرنس